# Colorante azoico

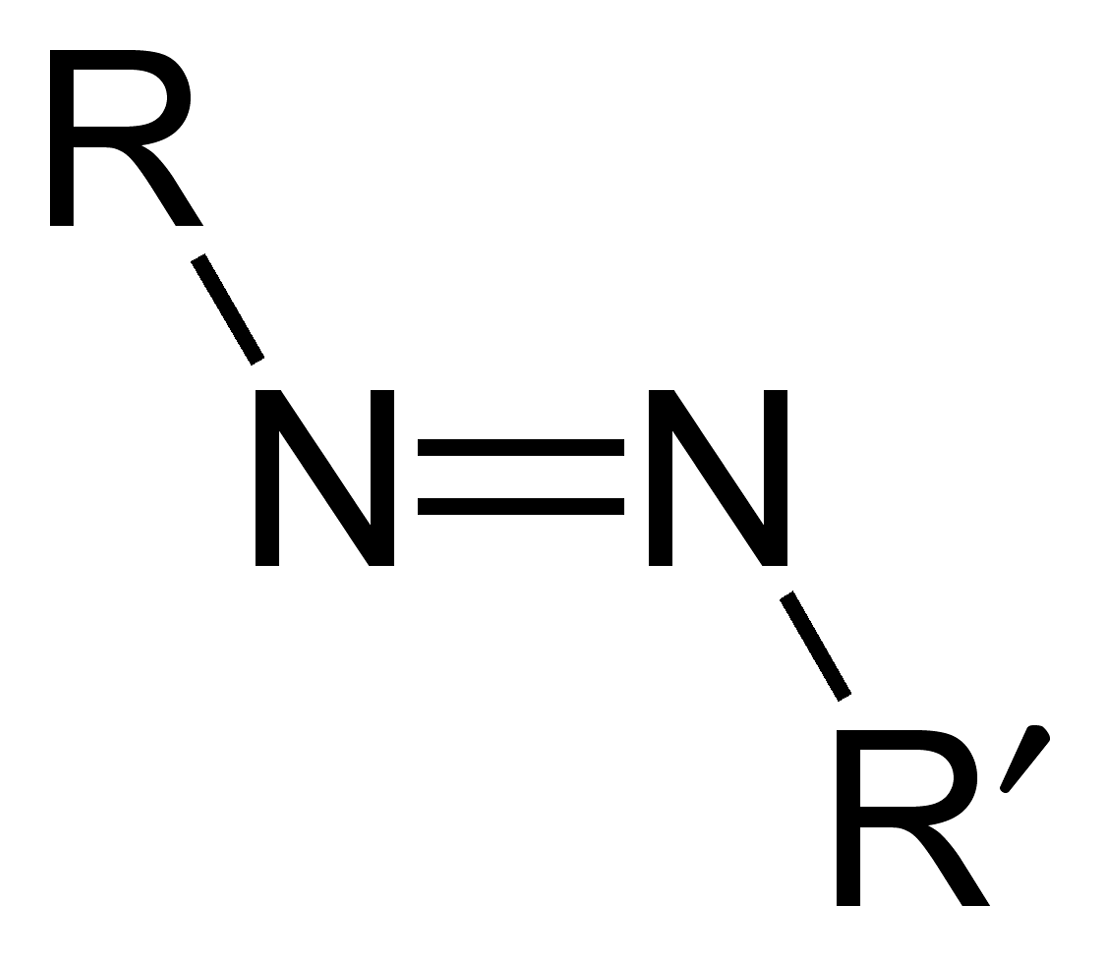
Química de la fórmula en los azo compuestos.

Los colorantes azoicos son compuestos que llevan el grupo funcional RN = N-R ', en la que R y R' pueden ser un arilo o alquilo. La IUPAC define compuestos azo como: "Derivados de diazeno (diimida), HN = NH, en el que ambos hidrógenos están sustituidos por grupos hidrocarbilo, por ejemplo, PhN = NPh azobenceno o diphényldiazeno."   Los derivados más estables contienen dos grupos arilo. 
La mayoría de los colores de artículos textiles y de cuero son tratados con colorantes azoicos y pigmentos.

## Colorantes azoicos

Colorante azoico amarillo

Como consecuencia de п-deslocalización, los compuestos azoicos arilo tienen colores vivos, especialmente los rojos, naranjas y amarillos. Por lo tanto, se utilizan como colorantes, y se conocen comúnmente como colorantes azoicos, un ejemplo lo constituye el Naranja disperso 1. Algunos compuestos azo, por ejemplo, Naranja de metilo, se utilizan como indicadores ácido-base debido a los diferentes colores de la forma ácida y de la sal. La mayor parte de DVD-R / + algunos discos CD-R y R usan tinte azo azul para la capa de grabación. El desarrollo de colorantes azoicos, fue un paso importante en el progreso de la industria química.
Los colorantes azoicos son partículas incoloras (típicamente tierras o arcillas), que se han coloreado mediante un compuesto azo. Estos colorantes azoicos son importantes en una variedad de pinturas incluyendo las utilizadas en el arte. Tienen excelentes propiedades colorantes, debido principalmente a la gama que va del amarillo al rojo, así como la resistencia a la luz. Esta propiedad sólo depende de las características del compuesto azo orgánico y de la forma en que han sido absorbidos en el soporte del pigmento.
Muchos colorantes azo no son tóxicos, aunque algunos, como dinitroanilina naranja, orto-nitroanilina, pigmento naranja 1, 2 y 5 se ha encontrado  que resulta ser mutagénico. Del mismo modo, varios estudios de casos han vinculado colorantes azo con el carcinoma de células basales.

## Química orgánica

### Aril compuestos
Los compuestos azoicos arilo son generalmente especies estables, de estructura cristalina.  El azobenceno es el compuesto azo aromático prototípico. Estos se pueden sintetizar mediante una reacción de acoplamiento azoico, que implica una reacción de sustitución electrófila donde un catión diazonio arilo es atacado por otro anillo arilo, especialmente los sustituidos con grupos donantes de electrones.
Dado que las sales de diazonio son a menudo inestables a temperatura ambiente, las reacciones de acoplamiento azo se realizan  cerca de las temperatura 0 °C. La oxidación de hidrazinas (R-NH-NH-R ') también da compuestos azo.
Los colorantes azoicos derivados de la bencidina son carcinógenos y la exposición a ellos clásicamente se ha asociado con el cáncer de vejiga. En consecuencia, la producción de colorantes azoicos bencidina se interrumpió en la década de 1980 en los países occidentales industrializados.

### Alquil compuestos
Los colorantes azoicos alifáticos (R y / o R '= alifático) son menos comunes que los compuestos azoicos arilo. Un ejemplo es diethyldiazeno. A temperaturas elevadas o tras la irradiación, el carbono-nitrógeno (CN) en ciertos compuestos azoicos alquilo escinden con la pérdida de gas de nitrógeno para generar radicales. Debido a este proceso, algunos compuestos azoicos alifáticos se utilizan como iniciadores de radicales. Debido a su inestabilidad, las susntancias azoicas alifáticos presentan riesgo de explosión.
Estos radicales pueden iniciar  la polimerización por radicales libres  y otras reacciones de radicales inducida. Por ejemplo, una mezcla de estireno y anhídrido maleico de tolueno va a reaccionar en caso de calentamiento, formando el copolímero mediante la conversión de acetona cianhidrina a  hidrazina derivado, seguido por oxidación:
2 (CH3)2C(CN)OH  +  N2H4  →   [(CH3)2C(CN)]2N2H2  +  2 H2O
[(CH3)2C(CN)]2N2H2  +  Cl2  →    [(CH3)2C(CN)]2N2  +  2 HCl

## Regulación europea
Ciertos colorantes azoicos pueden romperse bajo condiciones reductoras para liberar grupos de aminas aromáticas definidas. Algunos productos de consumo que las contienen, procedentes de colorantes azoicos, fueron prohibidos en lo referente a su fabricación y venta en países de la Unión Europea en septiembre de 2003. Puesto que sólo una limitada cantidad de colorantes contiene un número pequeño de aminas, relativamente pocos productos se vieron afectados.